# Персийска агама
Персийските агами (Trapelus ruderatus) са вид влечуги от семейство Агамови (Agamidae).
Разпространени са в пустинните области на Близкия Изток от северната част на Арабския полуостров до югоизточна Сирия и югозападен Иран.